# SMS V 78
V 78 – niemiecki niszczyciel z okresu I wojny światowej. Dwunasta jednostka typu V 67. Okręt wyposażony w trzy kotły parowe opalane ropą. Zapas paliwa 306 ton. W 1918 roku internowany w Scapa Flow. Zatopiony przez załogę 21 czerwca 1919 roku. Złomowany w 1925 roku.